# Péter második levele

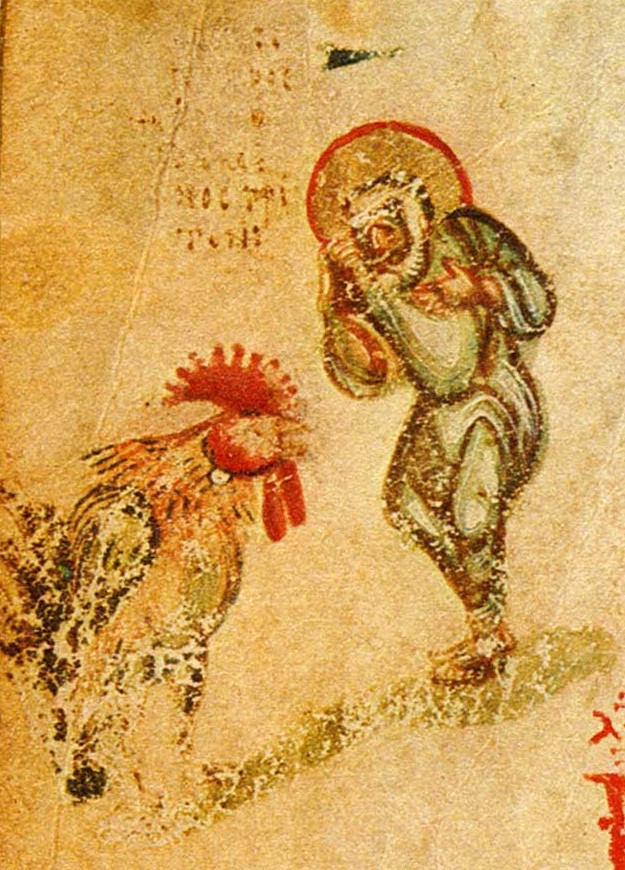
Péter és a kakas - miniatúra Chludov Psaltérium IX. szd

Péter második levele az újszövetségi Szentírás - azon belül az egyetemes (katolikus) levelek gyűjteményének tagja. A legtöbb mai bibliatudós arra a következtetésre jut, hogy nem Péter apostol volt a szerzője.

## Szerzője
A levelet a hagyomány Péter apostolnak tulajdonítja, de a legtöbb mai tudós pszeudoepigráfnak tartja, azaz Péter neve alatt más valaki írta, egy vagy több követője az ókori Rómában. Ennek okai közé tartozik főleg a Péter I. levelétől való nyelvi különbségek, a Júdás levelének látszólagos használata, a 2. századi gnoszticizmusra való lehetséges utalások, a megkésett parúzia, és a gyenge külső támogatás.
A szerzőség dátumát a mai bibliatudósok i.sz. 60 és 150 közé teszik, de előnyben részesítik a 80-90 közötti dátumot.
Az eredeti szöveg koiné görög nyelven íródott.

## Jellemzői

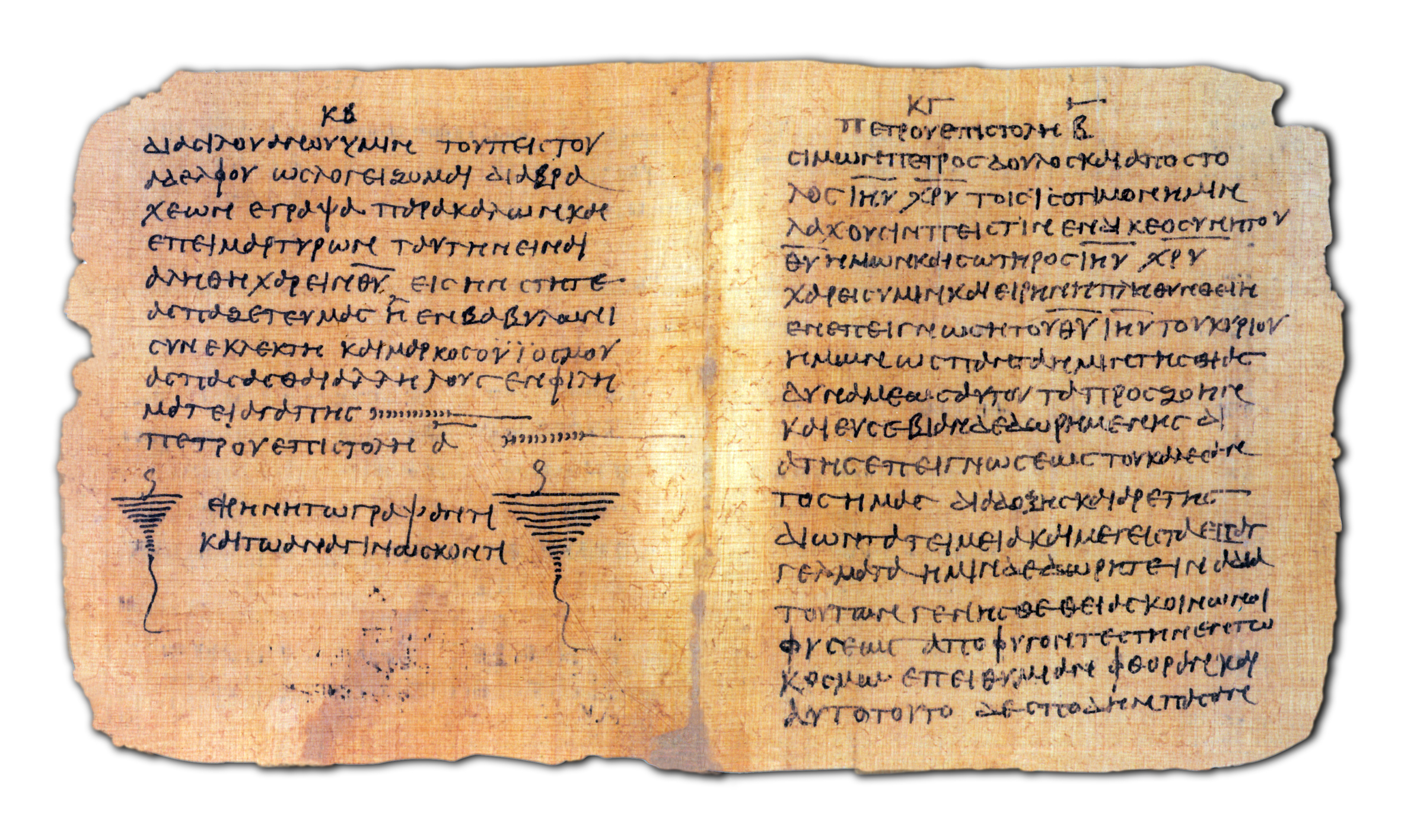
A levél kézirata a Bodmers-papíruszon

Keresztény elfogadásáról, kánoniságáról viszonylag késői, 3–4. századi tanúk állnak rendelkezésre.
Szerzőjeként Péter apostolt tünteti fel, de stílusa emelkedettebb, mint Péter első leveléé. Erre az eltérésre nem elégséges magyarázat a más „titkár” személye. Valószínűleg pszeudoepigráf.
Hellenisztikus szókészletet használ, de műfaja írásba foglalt homília. Ezek mellett kölcsönhatásban áll kora irodalmi környezetével. Hamis feliratával magyarázható, hogy hivatkozik az első Péter-levélre, a szerző végrendelete.
Teológiája nem kiforrott szentháromságtant tanít. Jelentős szerepet játszik a hit kérdése. Továbbá a levében megfogalmazott eszkatológia eltávolodást mutat a közeli parúziától. Tisztázni kívánja Péter és Pál viszonyát. A levél szerzője szerint az apostolfejedelmek lényegében egyetértenek. A szerző nem Pállal, hanem a Pálról alkotott képpel állítja szembe Péter alakját, akinek tanítása nemcsak egyenértékű Páléval, de tekintélye ősibb is.
A mű címzettje ismeretlen, pogánykeresztény. Szintén bizonytalan a megírás helye: feltehetőleg Róma, de lehet Egyiptom vagy Szíria is.
 A történeti kritika és a kánonkritika ezt tekinti az Újszövetség egyik legkésőbbi darabjának.

## A levél szerkezete
Szerkezete:
1. Bevezetés (1,1-11)
2. Péter végrendelkezése (1,12-15)
3. A parúziába vetett hit alapja: Jézus színeváltozása (1,16-21)
4. A "gúnyolódókra" váró ítélet (2,1-22)
5. Emlékeztetés az eszkatológia apostoli tanítására (3,1-7)
6. Az ítélet halasztása Isten irgalmának jele (3,8-9)
7. Buzdítás éber várakozásra (3,10-13)
8. Pál tanúságára való hivatkozás (3,14-16)
9. Befejezés (3,17-18)